# Karl Wörister
Karl Wörister (* 25. Jänner 1946 in Sierning, Oberösterreich; gestorben 6. März 2016 in Wien) war ein österreichischer Soziologe.

## Leben
Karl Wörister, anfangs Volks- und Sonderschullehrer, studierte Soziologie in Linz und Wien. Danach langjährige Mitarbeit bei der Arbeiterkammer Wien als Experte für Soziale Sicherheit. Mitarbeit im Büro der Frauenministerin Johanna Dohnal.
Mitarbeit an verschiedenen Studien und Lehraufträge mit den Themenschwerpunkten: Soziale Sicherheit im internationalen Vergleich, Alterssicherung der Frauen, Invaliditätspensionen, Krankenstände, Arbeitsunfälle, Sozialrechtsverfahren, atypische Beschäftigungen, u. a. wie Friedensforschung.
Wörister leistete 1967/68 als Pazifist einen Militärdienst ohne Waffe und war nach der Einführung des Zivildienstes in Österreich im Jahre 1977 Gründer der Arbeitsgemeinschaft für Zivildienst, Gewaltfreiheit und Soziale Verteidigung und Redakteur der Zeitschrift Zivildienst.
Karl Wörister lebte in Wien und Neckenmarkt. Er wurde am Stammersdorfer Zentralfriedhof bestattet.

## Schriften
- Gewaltfreie Aktion – ein Mittel der Konfliktaustragung. Diplomarbeit Institut für Soziologie, Universität Wien, 1975.
- Zivildienst in Österreich. Befragungsergebnisse, Analysen. Österreichische Hochschülerschaft, Wien 1978.
- mit Emmerich Tálos: Soziale Sicherung im Sozialstaat Österreich. Entwicklung – Herausforderungen – Strukturen. Nomos, Baden-Baden 1994, ISBN 3-7890-3442-8.
- mit Anton Amann (Hrsg.): Kurswechsel für das Alter. Kapitel: Soziale und materielle Sicherheit in der Zukunft. Böhlau, Wien 2000, ISBN 3-205-99185-0.